# Kioa
Kioa je fidžijský ostrov, ležící vedle Vanua Levu, jednoho ze dvou hlavních fidžijských ostrovů. Je situován naproti zátoce Buca.

## Obyvatelé
Kioa je pronajatý vystěhovaným imigrantům z Tuvalu, kteří přišli mezi roky 1976 a 1983 a rozhodli se raději zůstat zde nežli se vracet na ostrovy ohrožené zvedající se hladinou oceánu. Kioa je jedním ze dvou fidžijských ostrovů obydlených jihomořskými ostrovany. Druhý je ostrov Rabi, rovněž patřící ke skupině Vanua Levu, který je domovem komunitě vystěhované z ostrova Banaba.
Počátkem roku 2005, fidžijská vláda se rozhodla plně hradit začlenění ostrovanů.
Jako vyvrcholení deset let trvajícího úsilí o začlenění se 15. prosince 2005 konala oficiální slavnost udělující 566 občanství rezidentům ostrovů a jejich potomkům (z nichž někteří dnes žijí po celém Fidži), které je opravňuje ke krajské a národní podpoře pro rozvoj venkova. Oslava byla vedena vládními ministry Josefa Bole Vosanibolou a Ratu Naiqama Lalabalavuou.
Ačkoliv provincie Cakaudrove má jistou míru nezávislosti s vlastním administrativním tělesem, Kioiskou ostrovní radou, fidžijský kabinet se 15. ledna rozhodl připojit jí k rabijské ostrovní radě.